# Podabrus gifuensis
Podabrus gifuensis is een keversoort uit de familie soldaatjes (Cantharidae). In het jaar 2000 publiceerden Takahashi en Kiriyama de wetenschappelijke naam van deze soort.